# Gare de Kokubunji
La gare de Kokubunji (国分寺駅, Kokubunji-eki) est une gare ferroviaire de la ville de Kokubunji dans la préfecture de Tokyo au Japon. La gare est desservie par les lignes des compagnies JR East et Seibu.

## Situation ferroviaire
La gare de Kokubunji est située au point kilométrique (PK) 31,4 de la ligne Chūō. Elle marque le début des lignes Seibu Kokubunji et Tamako.

## Histoire
La gare JR a été inaugurée le 11 avril 1889. La gare Seibu ouvre le 21 décembre 1894.

## Services aux voyageurs

### Accès et accueil
La gare dispose d'un bâtiment voyageurs, avec guichet, ouvert tous les jours.

### Desserte

#### JR East
- Ligne Chūō :
  - voies 1 et 2 : direction Tachikawa et Takao
  - voies 3 et 4 : direction Shinjuku et Tokyo

#### Seibu
- Ligne Seibu Kokubunji :

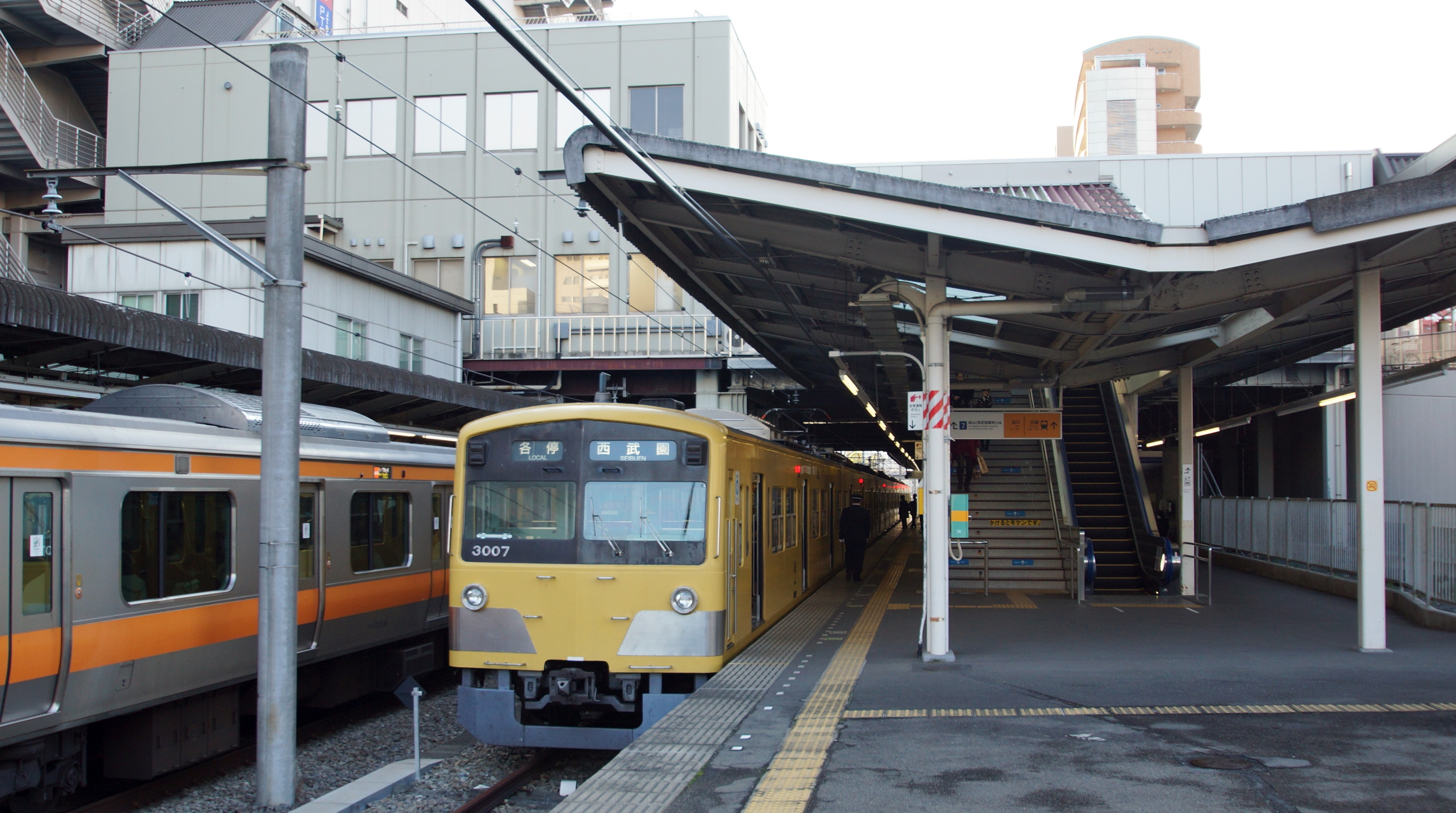
Vue du quai de la ligne Seibu Kokubunji.

  - voie 5 : direction Higashi-Murayama
- Ligne Seibu Tamako :
  - voie 7 : direction Tamako